# وانغ وي (رجل أعمال)
وانغ وي (بالصينية: 王卫) هو شخصية أعمال صيني، ولد في 1971 في شانغهاي في الصين.